# Johanna Rytting Kaneryd
Johanna Rytting Kaneryd, née le 12 février 1997 à Kolsva, est une footballeuse internationale suédoise. Elle évolue actuellement au poste d'ailière droite à Chelsea FC.

## Biographie

### En club
En 2014, elle fait ses débuts professionnels avec le Tyresö FF, et atteint la finale de Ligue des champions, pour laquelle elle est remplaçante. Elle s'engage ensuite avec l'Älta IF, un club de deuxième division, pour gagner du temps de jeu. En 2016, elle retrouve la Damallsvenskan en signant à Djurgården. Deux ans plus tard, elle signe au FC Rosengård, avec qui elle remporte le championnat suédois en 2019. En 2020, elle obtient moins de temps de jeu, et en 2021 elle quitte Rosengård pour le BK Häcken. Elle termine deuxième en championnat et dispute la Ligue des champions.
En 2022, Johanna Rytting Kaneryd est recrutée par Chelsea, où elle rejoint ses coéquipières en sélection Magdalena Eriksson et Zećira Mušović. Le 8 mars 2023, elle inscrit son premier but avec les Blues face à Brighton en championnat.

### En sélection
Johanna Rytting Kaneryd obtient sa première sélection avec la Suède lors d'un amical contre l'Autriche à Malte en février 2021.

## Palmarès
Tyresö FF
- Ligue des champions (0) :
  - Finaliste en 2014

 FC Rosengård
- Championnat de Suède (1) :
  - Championne en 2019

 BK Häcken
- Coupe de Suède (1) :
  - Vainqueure en 2021

 Chelsea
- Championnat d'Angleterre (3) :
  - Championne en 2023, 2024 et 2025
- Coupe d'Angleterre (2) :
  - Vainqueure en 2023 et 2025
- Coupe de la ligue anglaise (0) :
  - Finaliste en 2023, 2024